# Heinrich Stahl (Pastor)

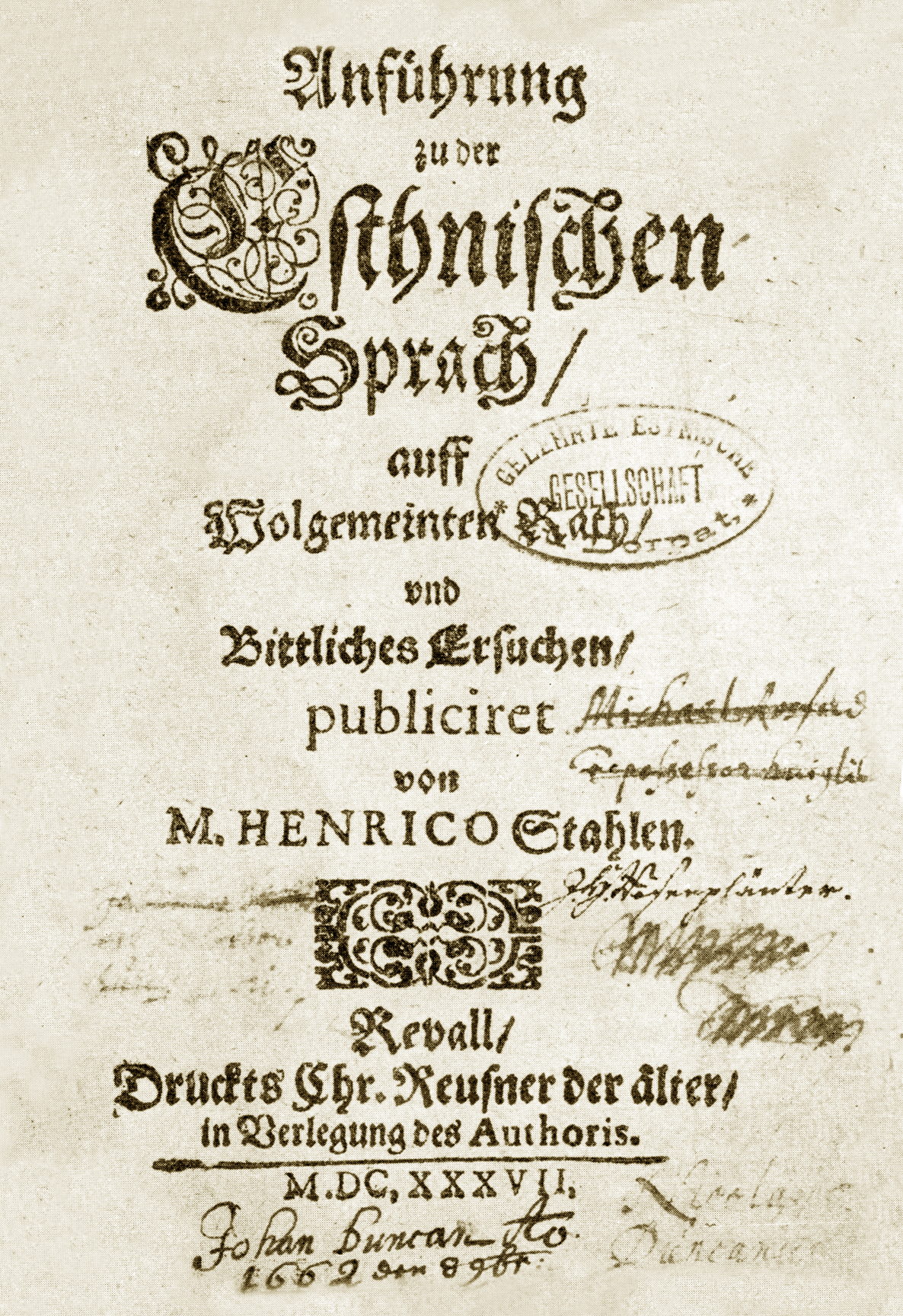
Anführung zu der Esthnischen Sprach, H. Stahl, 1637

Heinrich Stahl – nach anderer Lesart Stahell – (* um 1600 in Tallinn; † 7. Junijul. / 17. Juni 1657greg. in Narva) war ein deutsch-estnischer Pastor und Schriftsteller. Er gilt als der Begründer der estnischen Kirchenliteratur und „Vater“ der estnischen Schriftsprache.

## Leben
Heinrich Stahl studierte Theologie an den Universitäten von Rostock, Greifswald und Wittenberg. Ab 1623 war er Pastor in Nordestland. Er war in den Gemeinden Peetri, Järva-Madise und Kadrina (dt. Sankt Katharinen) als Pfarrer tätig. 1627 wurde er zum Propst von Järvamaa, einem Landkreis in Mittelnordestland, berufen. Später war er Oberpastor an der Tallinner Domkirche und ab 1641 Propst von Ingermanland und Alutaguse. Seinen Sitz hatte er dabei in Narva, wo er 1657 an der Pest starb.

## Werke
- 1632 Hand und Hauszbuches für die Pfarherren, und Hauszväter Ehstnischen Fürstenthums Erster Theil. Gerhard Schröder, Riga Digitalisat (enthält den Kleinen Katechismus Martin Luthers)
- 1637  Hand und Hauszbuches für die Pfarherren, und Hauszväter Ehstnischen Fürstenthums, Ander Theil. Christoff Reusner, Reval  Digitalisat (enthält ein Gesangbuch).
- 1637 Anführung zu der Esthnischen Sprach.  Chr. Reusner der älter., Reval.
- 1638 Hand und Hauszbuches für die Pfarherren, und Hauszväter Ehstnischen Fürstenthums, Dritter Theil. Chr. Reusners Sel. Nachgelassener Widwen Drückerey, Reval (enthält Evangelien und Episteln).
- 1638 Hand und Hauszbuches für die Pfarherren, und Hauszväter Ehstnischen Fürstenthums, Vierdter und Letzter Theil. Chr. Reusners Sel. Nachgelassener Widwen Drückerey, Reval (enthält Psalmen und Gebete).
- 1641 Leyen Spiegel, Darinnen kürtzlich gezeiget wird, wie ein einfaltiger Christ… [Winter Theil]. Heinrich Westphal, Reval.
- 1649 Leyen Spiegel, Darinnen kürtzlich gezeiget wird, wie ein einfaltiger Christ… [Sommer-Theil]. Heinrich Westphal, Reval.

## Bedeutung
Da es vor Stahl nur wenige schriftlich fixierte estnische Texte gab, gilt er berechtigterweise als Begründer der estnischen Schriftsprache. Seine Orthografie orientierte sich freilich stark am Deutschen (und teilweise Lateinischen), was für das Estnische nicht immer passend war. Dieses Übel wurde erst Mitte des 19. Jahrhunderts in einer gründlichen Reform behoben. Da Stahl im Vergleich zu seinen Vorgängern (und auch Nachfolgern) viele Texte produzierte, die vielfach neu aufgelegt wurden, übte er großen Einfluss auf die Entwicklung der estnischen Schriftlichkeit aus. Das geht allein schon aus dem Dedikationsgedicht im Vorspann der Grammatik von 1637 hervor, das Timotheus Polus, Poetikprofessor am Tallinner Gymnasium, abgefasst hat:

„WEr Esthnisch reden kan / und kan das Beten nicht /
Den habet ir / Herr Stahl / mit Schreiben unterrichtt
Die Catechismus=Lehre
Vom anfang biß zu letzt
Habt ihr zu Gottes Ehre
In Ehstnisch übersetzt.“

Besonders wichtig ist Stahls Grammatik von 1637, die die erste grammatische Beschreibung des Estnischen war. Genauer gesagt handelt es sich hierbei um ein Lehrbuch für Ausländer, denn die lutherischen Pfarrer, die Estnisch predigen sollten, waren oft keine Esten und mussten die Sprache daher erst lernen. Die Grammatik orientiert sich, wie damals üblich, am lateinischen Vorbild und erkennt daher nicht die Besonderheiten des Estnischen, das als finnougrische Sprache eine andere Struktur aufweist. Folglich hat auch das Estnische hier nur sechs Fälle wie das Lateinische, obwohl man die heute üblichen 14 Fälle auch im 17. Jahrhundert schon verwendete. Stahls Lösung war, dass bei ihm der Ablativ, den er aus der lateinischen Grammatik kannte, eben mehrere verschiedene Formen hatte (!). Eine andere Besonderheit der Grammatik ist, dass sie auf Deutsch verfasst war, denn normalerweise wurden Grammatiken im 17. Jahrhundert auf Lateinisch geschrieben. Vermutlich zweifelte Stahl an den Lateinisch-Kenntnissen seiner Amtsbrüder und schrieb seine Anleitung sicherheitshalber auf Deutsch. Das war eine Sprache, von der er annehmen konnte, dass jeder sie beherrschte.

## Trivia
Einer einschlägigen buchhistorischen Quelle zufolge. soll 1630 in Riga Stahls Buch Kurtze und einfältige Fragen, die Grund-Stücke des Christentums betreffend mit einem deutsch-estnischen Paralleltext erschienen sein. Außer der dort genannten Quelle, dem Vorwort der nordestnischen Übersetzung des Neuen Testaments von 1715, ist über das Buch jedoch weiter nichts bekannt, so dass es sich hier vermutlich um eine Ghostpublikation handelt.